# Penny Oleksiak
Penelope „Penny“ Oleksiak (* 13. Juni 2000 in Toronto) ist eine kanadische Schwimmerin und Olympiasiegerin. Sie gewann bei den Olympischen Spielen 2016 in Rio de Janeiro die Goldmedaille über 100 m Freistil und die Silbermedaille über 100 m Schmetterling sowie bei den Olympischen Spielen 2020 die Bronzemedaille über 200 m Freistil. Sie hält den Juniorenweltrekord über 100 m Freistil und ist frühere Juniorenrekordhalterin über 100 m Schmetterling.

## Karriere
Oleksiak begann im Alter von 9 Jahren Schwimmen als Sport zu betreiben. Als 14-Jährige gewann sie bei den nationalen Juniorenmeisterschaften zehn Einzelmedaillen, darunter fünf goldene. Bei den Juniorenweltmeisterschaften 2015 in Singapur gewann sie insgesamt sechs Medaillen.

### Olympische Spiele 2016
Im folgenden Jahr qualifizierte sie sich für die Olympischen Spiele in Rio de Janeiro, wo sie als 16-Jährige vier Medaillen gewann: zweimal Bronze mit der Freistilstaffel, Silber über 100 m Schmetterling und Gold (gemeinsam mit Simone Manuel aus den USA) über 100 m Freistil. Mit der Zeit von 52,70 s stellte Oleksiak über 100 m Freistil einen neuen Juniorenweltrekord und gleichzeitig einen neuen Olympiarekord auf. Oleksiak ist die erste in den 2000er-Jahren geborene Schwimmerin, die eine olympische Goldmedaille gewinnen konnte. Sie war zugleich die jüngste Kanadierin, die je eine olympische Medaille gewonnen hatte, und die erste Kanadierin, die an Sommerspielen vier Medaillen bei derselben Austragung gewinnen konnte. Für die Schlussfeier wurde sie als kanadische Fahnenträgerin bestimmt. Im Dezember 2016 nahm sie an den Kurzbahnweltmeisterschaften im heimischen Windsor teil. Sie gewann über 100 Meter Freistil hinter Brittany Elmslie und Ranomi Kromowidjojo die Bronzemedaille und stellte mit 52,01 einen neuen Juniorenweltrekord und einen neuen Landesrekord auf. Außerdem gewann sie zwei Gold- und eine Silbermedaille in den Staffelwettbewerben. Ende 2016 wurde sie mit der Lou Marsh Trophy als kanadische Sportlerin des Jahres ausgezeichnet.

### 2017–2020

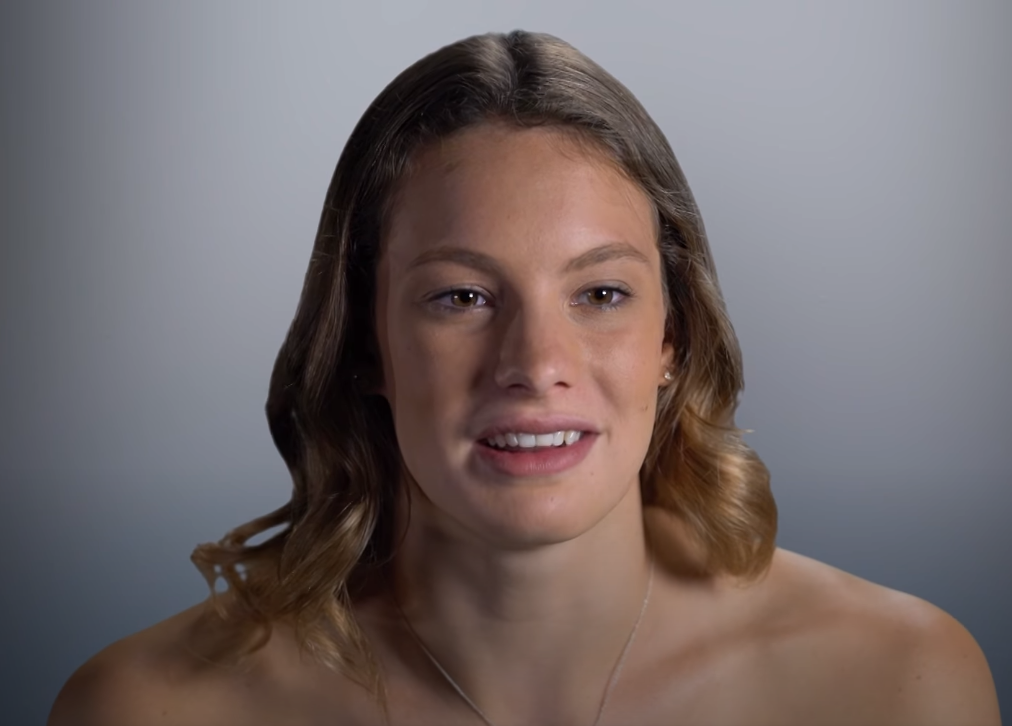
Penny Oleksiak (2017)

Das Jahr nach ihrem Triumph bei den Olympischen Spielen war für Oleksiak nicht einfach. Sie musste sich erst daran gewöhnen, eine öffentliche Person zu sein. Auch beeinträchtigten eine Schulterverletzung und eine Gehirnerschütterung, die sie sich im Training zugezogen hatte, als ihr ein Medizinball an den Kopf sprang, ihr Training in der ersten Jahreshälfte. Dennoch errang sie bei den nationalen Ausscheidungen für die Weltmeisterschaften Siege über 100 m Freistil und 100 m Schmetterling. Bei den Weltmeisterschaften in Budapest konnte sie aber nicht an die Erfolge vom Vorjahr anschließen: Sie wurde Vierte über 100 m Schmetterling, Fünfte über 50 m Schmetterling (mit neuem Landesrekord: 25,62) und Sechste über 100 m Freistil. Mit den Mixed-Staffeln gewann sie zwei Bronzemedaillen. Im August nahm sie auch an den Juniorenweltmeisterschaften in Indianapolis teil, bestritt aber keine Einzelrennen. Sie trat jedoch in allen fünf Staffelwettbewerben an und gewann alle fünf, wobei das kanadische Team in vier davon neue Juniorenweltrekorde aufstellte. Nach diesen Meisterschaften wechselte Oleksiak ihren Trainer. Anstatt von Ben Titley ließ sie sich wieder von Bill O’Toole coachen, der bereits im Toronto Swim Club für ihre Altersstufe zuständig war.
Im April 2018 nahm Oleksiak an den Commonwealth Games in Gold Coast teil. In den Einzelwettbewerben konnte sie keine Medaille gewinnen (Vierte über 50 und 100 m Schmetterling, Fünfte über 100 m Freistil), mit den Staffeln gewann sie jedoch drei Silbermedaillen. Auf eine Teilnahme an den Pan Pacific Swimming Championships 2018 in Tokio verzichtete sie, obwohl sie qualifiziert gewesen wäre. Später erklärte sie, sie habe eine Auszeit gebraucht, um mit dem Druck umgehen zu lernen, der seit ihrem Olympiasieg auf ihr gelastet habe. Im Herbst nahm sie das Training mit Ben Titley wieder auf.
Im Juli 2019 nahm sie an den Weltmeisterschaften im südkoreanischen Gwangju teil. Sie qualifizierte sich über 50 m Schmetterling und über 200 m Freistil für das Finale und beendete beide Rennen auf dem 6. Platz. Über 200 m Freistil erzielte sie eine neue persönliche Bestleistung (1:56,59 min). Ihren Start über 100 m Freistil, ihrer Paradedisziplin, sagte sie hingegen ab. Mit den Staffeln gewann sie drei Bronzemedaillen.
Das Jahr 2020 war geprägt von der Covid-19-Pandemie, die Oleksiak zu einer mehrmonatigen Trainingspause nötigten. Während vier Monaten konnte sie kein Schwimmbecken benutzen. Die im Juni 2021 ausgetragenen nationalen Ausscheidungen für die Olympischen Spiele waren der erste ernsthafte Wettkampf für Oleksiak seit Ausbruch der Pandemie. Sie gewann über 100 m Freistil in einer Zeit von 52,89 – so schnell war sie seit dem Olympiasieg nicht mehr geschwommen – und wurde Zweite über 200 m Freistil. Vor den Olympischen Spielen in Tokio hatte sie während fünfzehn Monaten nur vier Rennen bestritten.

### Olympische Spiele 2020
Die im Juli/August 2021 ausgetragenen Olympischen Spiele in Tokio begannen mit einem Erfolg in der 4 × 100-m-Freistilstaffel: Kanada gewann mit Schlussfrau Oleksiak die Silbermedaille. Oleksiak hatte dabei auf den letzten Metern noch Simone Manuel überholt, mit der sie fünf Jahre zuvor den Olympiasieg im Einzelrennen geteilt hatte. Oleksiak gewann über 200 m Freistil die Bronzemedaille. Über ihre Paradestrecke, die 100 m Freistil, wurde sie Vierte, obwohl sie mit einer Zeit von 52,59 s eine neue persönliche Bestleistung und Landesrekord erzielte. Ihr Rückstand auf den von Cate Campbell erreichten Bronzeplatz betrug nur 0,07 Sekunden. Sie wurde außerdem Vierte mit der 4 × 200-m-Freistilstaffel und gewann in ihrem letzten Rennen an diesen Meisterschaften mit der 4 × 100-m-Lagenstaffel die Bronzemedaille. Es war dies ihre siebte olympische Medaille, womit sie zur erfolgreichsten kanadischen Athletin bei Olympischen Spielen wurde.

### Weltmeisterschaften 2022
Anfang des Jahres 2022 trat Ben Titley, mit dem Oleksiak während der letzten zehn Jahre hauptsächlich zusammengearbeitet hatte, als Coach des kanadischen Schwimmteams zurück; an seine Stelle trat Ryan Mallette. Oleksiak infizierte sich drei Wochen vor den kanadischen Ausscheidungswettkämpfen mit dem Corona-Virus. Dennoch erreichte sie an den Trials über 100 und 200 m Freistil jeweils den zweiten Rang und qualifizierte sich so für die Weltmeisterschaften.
An den Weltmeisterschaften in Budapest gewann Oleksiak vier Medaillen in den Staffelwettbewerben: Über 4 × 100 m Freistil gewann das kanadische Team Silber. Oleksiak schwamm mit 52,21 s die schnellste Zeit von allen beteiligten Schwimmerinnen. Über 4 × 200 m Freistil gewann Kanada die Bronzemedaille, ebenso über 4 × 100 m Lagen. Im Mixed-Wettbewerb über 4 × 100 m Freistil gewann Oleksiak mit ihrem Teamkollegen die Silbermedaille. Oleksiak schwamm als letzte und hievte das kanadische Team mit einer persönlichen Bestzeit von 52,11 s noch vom dritten auf den zweiten Rang. Sie hatte damit insgesamt neun Medaillen an Schwimmweltmeisterschaften gewonnen und überholte Ryan Cochrane, der acht Medaillen gewonnen hatte, als erfolgreichsten kanadadischen Athleten.
Oleksiak trat auch im Einzelwettkampf über 200 m Freistil an, wurde im Halbfinal aufgrund eines Fehlstarts jedoch disqualifiziert. Im 100-m-Freistil-Finale wurde sie Vierte und verpasste das Podest um 0,06 s.

### 2023
An den Weltmeisterschaften 2023 konnte sie aufgrund von Verletzungen nicht teilnehmen. Sie hatte sich im August 2022 einer Knieoperation unterziehen müssen und hatte auch mit Schulterproblemen zu kämpfen.
Im September 2023 wurde bekannt, dass Oleksiak neu unter Jeff Julian in Mission Viejo, Kalifornien, trainieren werde. Im November verletzte sie sich erneut am Knie und musste sich einer neuerlichen Operation unterziehen.

### Olympische Spiele 2024
Sie bestritt im April 2024 bei den Canadian Open wieder einen Wettkampf. Es gelang ihr in der Folge aber nicht, sich für die Einzelwettkämpfe an den Olympischen Spielen in Paris zu qualifizieren. Sie wurde jedoch für die Staffelwettkämpfe nominiert. Im Rennen über 4 × 100 m Freistil schwamm sie in den Vorläufen und im Finale. Das kanadische Team beendete das Rennen auf dem 4. Rang. In der Staffel über 4 × 100 m Lagen wurde sie in den Vorläufen eingesetzt. Das kanadische Team qualifizierte sich für das Finale, in dem es ohne Oleksiak den vierten Rang erreichte.
Von den Schwimmweltmeisterschaften 2025 in Singapur zog sich Oleksiak freiwillig zurück, weil vom gegen sie ein Verfahren wegen drei verpassten Dopingtests innerhalb von zwölf Monaten eröffnet worden war.

## Bestleistungen
- 50 m Freistil – 25,38 s (4. Februar 2018 in Uster)
- 100 m Freistil – 52,59 s (30. Juli 2021 in Tokio), zugleich kanadischer Landesrekord
- 200 m Freistil – 1.54,70 s (27. Juli 2021 in Tokio)
- 50 m Schmetterling – 25,62 s (29. Juli 2017 in Budapest), zugleich kanadischer Landesrekord
- 100 m Schmetterling – 56,46 s (7. August 2016 in Rio de Janeiro), damals Juniorenweltrekord

## Familie
Oleksiak ist die jüngere Schwester des Eishockeyspielers Jamie Oleksiak, der als Verteidiger in der NHL aktiv ist.